# Terratinent
Terratinent és un terme que es refereix a l'amo o posseïdor d'una terra o finca rústica. El seu ús corrent correspon als grans posseïdors de terra, per exemple de latifundis. Històricament en el sistema del feudalisme, els senyors que rebien terra directament de la Corona eren anomenats terratinents (en anglès: tenants-in-chief). Aquests repartien trossos de la seva terra a terratinents menors a canvi dels seus serveis, els quals, al seu torn, també dividien les terres per a repartir-les entre altres terratinents encara més petits, aquest procés es coneix com a subinfeudació.